# 尼歐肖縣 (堪薩斯州)
尼歐肖縣（英語：Neosho County，縮寫NO）是美国堪薩斯州東南部的一個縣，面積1,497平方公里。根據2020年美國人口普查，共有人口15,904人。縣治伊利（Erie）。該縣成立於1855年8月30日，原名多恩縣（Dorn County）；1861年6月3日改名；縣政府成立於1864年，縣名來自尼欧肖河。